# 佩列德尼亞山
48°30′14.5″N 23°51′1.3″E / 48.504028°N 23.850361°E
佩列德尼亞山是烏克蘭的山峰，位於該國西部外喀爾巴阡州，處於佳切夫區，屬於烏克蘭喀爾巴阡山脈中戈爾加內山脈的一部分，海拔高度1,598米。